# Rannu
Rannu är en småköping (estniska: alevik) i Estland.   Den ligger i Rannu kommun i landskapet Tartumaa, i den sydöstra delen av landet, 160 km sydost om huvudstaden Tallinn. Rannu ligger 53 meter över havet och antalet invånare är 439.

## Geografi
Terrängen runt Rannu är platt. Runt Rannu är det glesbefolkat, med 17 invånare per kvadratkilometer. Närmaste större samhälle är Elva, 12,0 km öster om Rannu. Omgivningarna runt Rannu är en mosaik av jordbruksmark och naturlig växtlighet.

### Klimat
Trakten ingår i den hemiboreala klimatzonen. Årsmedeltemperaturen i trakten är 3 °C. Den varmaste månaden är juli, då medeltemperaturen är 18 °C, och den kallaste är februari, med −11 °C.